# Peter Wiley
Pour les articles homonymes, voir Wiley.
Peter Wiley (né en 1955) est violoncelliste et professeur de violoncelle. Il entre au Curtis Institute of Music à 13 ans, où il étudie avec David Soyer. Il est ensuite nommé violoncelliste solo de l'Orchestre symphonique de Cincinnati à 20 ans, après un an dans l'Orchestre symphonique de Pittsburgh.

## Biographie
Il fait partie du Beaux Arts Trio de 1987 à 1998, puis du Quatuor Guarneri.